# Lomopneus mundus
Lomopneus mundus is een keversoort uit de familie kniptorren (Elateridae). De wetenschappelijke naam van de soort werd voor het eerst geldig gepubliceerd in 1976 door Elena Gurjeva.